# Liste der Nummer-eins-Hits in Frankreich (2018)
Diese Liste der Nummer-eins-Hits in Frankreich 2018 basiert auf den offiziellen Chartlisten des Syndicat National de l’édition Phonographique (SNEP), der französischen Landesgruppe der IFPI. Die Liste gibt die Nummer-eins-Platzierungen der Top Singles und der Top Albums wieder.

## Singles
| ← 2017 ← | Liste der Nummer-eins-Hits in Frankreich (Top Singles [téléchargement + streaming]) | Liste der Nummer-eins-Hits in Frankreich (Top Singles [téléchargement + streaming]) | Liste der Nummer-eins-Hits in Frankreich (Top Singles [téléchargement + streaming])                                                              | 2019 → |
| \| Zeitraum \| Wo. ges. \| Interpret \| Titel Autor(en) \| Zusätzliche Informationen \| \| (Zeitraum, Wochen auf Platz eins, Interpret, Titel, Autor[en], zusätzliche Informationen) \| \| \| \| \| \| ----------------------------------------------------------------------------------------- \| -------- \| ------------------------------- \| ------------------------------------------------------------------------------------------------------------------------------------------------ \| -------------------------------------------------------------------------------------------------------------------------------------------- \| \| 22. Dezember 2017 – 18. Januar 2018 4 Wochen \| 4 \| Ed Sheeran \| Perfect Ed Sheeran \| – \| \| 19. Januar 2018 – 1. Februar 2018 2 Wochen \| 2 \| Camila Cabello feat. Young Thug \| Havana Camila Cabello, Brittany Hazzard, Ali Tamposi, Brian Lee, Andrew Watt, Pharrell Williams, Jeffery Lamar Williams, Adam Feeney, Louis Bell \| – \| \| 2. Februar 2018 – 22. März 2018 7 Wochen \| 7 \| Vald \| Désaccordé Valentin Le Du, Samuel Taieb \| – \| \| 23. März 2018 – 29. März 2018 1 Woche (insgesamt 5) \| 5 \| Lartiste feat. Caroliina \| Mafiosa Youssef Akdim, Naiara Neves \| – \| \| 30. März 2018 – 5. April 2018 1 Woche \| 1 \| Maître Gims feat. Vianney \| La même Gandhi Djuna, Vianney Bureau, Renaud Rebillaud \| – \| \| 6. April 2018 – 3. Mai 2018 4 Wochen (insgesamt 5) \| 5 \| Lartiste feat. Caroliina \| Mafiosa Youssef Akdim, Naiara Neves \| – \| \| 4. Mai 2018 – 10. Mai 2018 1 Woche \| 1 \| Damso \| Ipséité William Kalubi, Narcos, Heizenberg \| – \| \| 11. Mai 2018 – 24. Mai 2018 2 Wochen \| 2 \| Aya Nakamura \| Djadja Aya Nakamura, Le Side \| – \| \| 25. Mai 2018 – 21. Juni 2018 4 Wochen \| 4 \| Dosseh \| Habitué Dosseh Dorian N’Goumou, Heezy Lee, Josh \| – \| \| 22. Juni 2018 – 28. Juni 2018 1 Woche \| 1 \| Damso \| Smog Pyroman, William Kalubi \| – \| \| 29. Juni 2018 – 19. Juli 2018 3 Wochen \| 3 \| PNL \| À l’ammoniaque \| – \| \| 20. Juli 2018 – 26. Juli 2018 1 Woche \| 1 \| Jul \| Toto et Ninetta Julien Mari \| – \| \| 27. Juli 2018 – 2. August 2018 1 Woche (insgesamt 5) \| 5 \| Vegedream \| Ramenez la coupe à la maison Ken Vakene Bora, Sachtela Evrard Djedje \| – \| \| 3. August 2018 – 16. August 2018 2 Wochen (insgesamt 2) \| 2 \| Rim'K feat. Ninho \| Air Max Abdelkarim Brahmi-Benalla, William Nzobazola, RDS \| – \| \| 17. August 2018 – 6. September 2018 3 Wochen \| 3 \| PNL \| 91's \| – \| \| 7. September 2018 – 13. September 2018 1 Woche (insgesamt 2) \| 2 \| Rim'K feat. Ninho \| Air Max Abdelkarim Brahmi-Benalla, William Nzobazola, RDS \| – \| \| 14. September 2018 – 11. Oktober 2018 4 Wochen (insgesamt 5) \| 5 \| Vegedream \| Ramenez la coupe à la maison Ken Vakene Bora, Sachtela Evrard Djedje \| – \| \| 12. Oktober 2018 – 8. November 2018 4 Wochen (insgesamt 5) \| 5 \| Dadju \| Jaloux Stany Kibulu, Dadju Nsungula \| – \| \| 9. November 2018 – 15. November 2018 1 Woche \| 1 \| Aya Nakamura \| Copines Julio Masidi, Aya Nakamura \| – \| \| 16. November 2018 – 22. November 2018 1 Woche (insgesamt 5) \| 5 \| Dadju \| Jaloux Stany Kibulu, Dadju Nsungula \| – \| \| 23. November 2018 – 6. Dezember 2018 2 Wochen \| 2 \| Orelsan feat. Damso \| Rêves bizarres Matthieu Le Carpentier, Aurélien Cotentin, William Kalubi \| – \| \| 7. Dezember 2018 – 13. Dezember 2018 1 Woche (insgesamt 2) \| 2 \| Maes feat. Booba \| Madrina \| – \| \| 14. Dezember 2018 – 20. Dezember 2018 1 Woche \| 1 \| Lomepal \| Trop beau \| – \| \| 21. Dezember 2018 – 27. Dezember 2018 1 Woche (insgesamt 2) \| 2 \| Maes feat. Booba \| Madrina \| – \| \| 28. Dezember 2018 – 3. Januar 2019 1 Woche (insgesamt 3) \| 3 \| Mariah Carey \| All I Want for Christmas Is You Walter N. Afanasieff, Mariah Carey \| Obwohl das Lied schon lange an Weihnachten immer wieder in den französischen Charts auftaucht, steht es in diesem Jahr erstmals auf Platz 1. \| |                                                                                     |                                                                                     | | |
| ← 2017 |                                                                                     |                                                                                     | | → 2019 → |
| Zeitraum | Wo. ges.                                                                            | Interpret                                                                           | Titel Autor(en) | Zusätzliche Informationen |
| (Zeitraum, Wochen auf Platz eins, Interpret, Titel, Autor[en], zusätzliche Informationen) |                                                                                     |                                                                                     | | |
| 22. Dezember 2017 – 18. Januar 2018 4 Wochen | 4                                                                                   | Ed Sheeran                                                                          | Perfect Ed Sheeran | – |
| 19. Januar 2018 – 1. Februar 2018 2 Wochen | 2                                                                                   | Camila Cabello feat. Young Thug                                                     | Havana Camila Cabello, Brittany Hazzard, Ali Tamposi, Brian Lee, Andrew Watt, Pharrell Williams, Jeffery Lamar Williams, Adam Feeney, Louis Bell | – |
| 2. Februar 2018 – 22. März 2018 7 Wochen | 7                                                                                   | Vald                                                                                | Désaccordé Valentin Le Du, Samuel Taieb | – |
| 23. März 2018 – 29. März 2018 1 Woche (insgesamt 5) | 5                                                                                   | Lartiste feat. Caroliina                                                            | Mafiosa Youssef Akdim, Naiara Neves | – |
| 30. März 2018 – 5. April 2018 1 Woche | 1                                                                                   | Maître Gims feat. Vianney                                                           | La même Gandhi Djuna, Vianney Bureau, Renaud Rebillaud                                                                                           | – |
| 6. April 2018 – 3. Mai 2018 4 Wochen (insgesamt 5) | 5                                                                                   | Lartiste feat. Caroliina                                                            | Mafiosa Youssef Akdim, Naiara Neves | – |
| 4. Mai 2018 – 10. Mai 2018 1 Woche | 1                                                                                   | Damso                                                                               | Ipséité William Kalubi, Narcos, Heizenberg | – |
| 11. Mai 2018 – 24. Mai 2018 2 Wochen | 2                                                                                   | Aya Nakamura                                                                        | Djadja Aya Nakamura, Le Side | – |
| 25. Mai 2018 – 21. Juni 2018 4 Wochen | 4                                                                                   | Dosseh                                                                              | Habitué Dosseh Dorian N’Goumou, Heezy Lee, Josh                                                                                                  | – |
| 22. Juni 2018 – 28. Juni 2018 1 Woche | 1                                                                                   | Damso                                                                               | Smog Pyroman, William Kalubi | – |
| 29. Juni 2018 – 19. Juli 2018 3 Wochen | 3                                                                                   | PNL                                                                                 | À l’ammoniaque | – |
| 20. Juli 2018 – 26. Juli 2018 1 Woche | 1                                                                                   | Jul                                                                                 | Toto et Ninetta Julien Mari | – |
| 27. Juli 2018 – 2. August 2018 1 Woche (insgesamt 5) | 5                                                                                   | Vegedream                                                                           | Ramenez la coupe à la maison Ken Vakene Bora, Sachtela Evrard Djedje                                                                             | – |
| 3. August 2018 – 16. August 2018 2 Wochen (insgesamt 2) | 2                                                                                   | Rim'K feat. Ninho                                                                   | Air Max Abdelkarim Brahmi-Benalla, William Nzobazola, RDS                                                                                        | – |
| 17. August 2018 – 6. September 2018 3 Wochen | 3                                                                                   | PNL                                                                                 | 91's | – |
| 7. September 2018 – 13. September 2018 1 Woche (insgesamt 2) | 2                                                                                   | Rim'K feat. Ninho                                                                   | Air Max Abdelkarim Brahmi-Benalla, William Nzobazola, RDS                                                                                        | – |
| 14. September 2018 – 11. Oktober 2018 4 Wochen (insgesamt 5) | 5                                                                                   | Vegedream                                                                           | Ramenez la coupe à la maison Ken Vakene Bora, Sachtela Evrard Djedje                                                                             | – |
| 12. Oktober 2018 – 8. November 2018 4 Wochen (insgesamt 5) | 5                                                                                   | Dadju                                                                               | Jaloux Stany Kibulu, Dadju Nsungula | – |
| 9. November 2018 – 15. November 2018 1 Woche | 1                                                                                   | Aya Nakamura                                                                        | Copines Julio Masidi, Aya Nakamura | – |
| 16. November 2018 – 22. November 2018 1 Woche (insgesamt 5) | 5                                                                                   | Dadju                                                                               | Jaloux Stany Kibulu, Dadju Nsungula | – |
| 23. November 2018 – 6. Dezember 2018 2 Wochen | 2                                                                                   | Orelsan feat. Damso                                                                 | Rêves bizarres Matthieu Le Carpentier, Aurélien Cotentin, William Kalubi                                                                         | – |
| 7. Dezember 2018 – 13. Dezember 2018 1 Woche (insgesamt 2) | 2                                                                                   | Maes feat. Booba                                                                    | Madrina | – |
| 14. Dezember 2018 – 20. Dezember 2018 1 Woche | 1                                                                                   | Lomepal                                                                             | Trop beau | – |
| 21. Dezember 2018 – 27. Dezember 2018 1 Woche (insgesamt 2) | 2                                                                                   | Maes feat. Booba                                                                    | Madrina | – |
| 28. Dezember 2018 – 3. Januar 2019 1 Woche (insgesamt 3) | 3                                                                                   | Mariah Carey                                                                        | All I Want for Christmas Is You Walter N. Afanasieff, Mariah Carey                                                                               | Obwohl das Lied schon lange an Weihnachten immer wieder in den französischen Charts auftaucht, steht es in diesem Jahr erstmals auf Platz 1. |

## Alben
| ← 2017 ← | Liste der Nummer-eins-Hits in Frankreich | Liste der Nummer-eins-Hits in Frankreich | Liste der Nummer-eins-Hits in Frankreich | 2019 →                    |
| \| Zeitraum \| Wo. ges. \| Interpret \| Titel \| Zusätzliche Informationen \| \| (Zeitraum, Wochen auf Platz eins, Interpret, Titel, zusätzliche Informationen) \| \| \| \| \| \| ------------------------------------------------------------------------------ \| -------- \| ------------------------------- \| ---------------------- \| ------------------------- \| \| 22. Dezember 2017 – 4. Januar 2018 2 Wochen \| 2 \| Ed Sheeran \| ÷ \| – \| \| 5. Januar 2018 – 25. Januar 2018 3 Wochen \| 3 \| Booba \| Trône \| – \| \| 26. Januar 2018 – 1. Februar 2018 1 Woche \| 1 \| Dadju \| Gentleman 2.0 \| – \| \| 2. Februar 2018 – 8. Februar 2018 1 Woche \| 1 \| Sofiane \| Affranchis \| – \| \| 9. Februar 2018 – 1. März 2018 3 Wochen \| 3 \| Vald \| XEU \| – \| \| 2. März 2018 – 8. März 2018 1 Woche \| 1 \| Lorenzo \| Rien à branler \| – \| \| 9. März 2018 – 15. März 2018 1 Woche \| 1 \| Eddy de Pretto \| Cure \| – \| \| 16. März 2018 – 29. März 2018 2 Wochen \| 2 \| Les Enfoirés \| 2018: Musique! \| – \| \| 30. März 2018 – 31. Mai 2018 9 Wochen (insgesamt 11) \| 11 \| Maître Gims \| Ceinture noire \| – \| \| 1. Juni 2018 – 7. Juni 2018 1 Woche \| 1 \| Moha La Squale \| Bendero \| – \| \| 8. Juni 2018 – 21. Juni 2018 2 Wochen (insgesamt 11) \| 11 \| Maître Gims \| Ceinture noire \| – \| \| 22. Juni 2018 – 5. Juli 2018 2 Wochen (insgesamt 5) \| 5 \| Damso \| Lithopédion \| – \| \| 6. Juli 2018 – 2. August 2018 4 Wochen \| 4 \| Jul \| Inspi d’ailleurs \| – \| \| 3. August 2018 – 23. August 2018 3 Wochen (insgesamt 5) \| 5 \| Damso \| Lithopédion \| – \| \| 24. August 2018 – 30. August 2018 1 Woche \| 1 \| Kids United Nouvelle Génération \| Au bout de nos rêves \| – \| \| 31. August 2018 – 6. September 2018 1 Woche \| 1 \| Jain \| Souldier \| – \| \| 7. September 2018 – 27. September 2018 3 Wochen \| 3 \| Kendji Girac \| Amigo \| – \| \| 28. September 2018 – 4. Oktober 2018 1 Woche \| 1 \| RK \| Insolent \| – \| \| 5. Oktober 2018 – 11. Oktober 2018 1 Woche \| 1 \| Mylène Farmer \| Désobéissance \| – \| \| 12. Oktober 2018 – 25. Oktober 2018 2 Wochen \| 2 \| Trois Cafés Gourmands \| Un air de rien \| – \| \| 26. Oktober 2018 – 17. Januar 2019 12 Wochen \| 12 \| Johnny Hallyday \| Mon pays c’est l’amour \| – \| |                                          |                                          |                                          |                           |
| ← 2017 |                                          |                                          |                                          | → 2019 →                  |
| Zeitraum | Wo. ges.                                 | Interpret                                | Titel                                    | Zusätzliche Informationen |
| (Zeitraum, Wochen auf Platz eins, Interpret, Titel, zusätzliche Informationen) |                                          |                                          |                                          |                           |
| 22. Dezember 2017 – 4. Januar 2018 2 Wochen | 2                                        | Ed Sheeran                               | ÷                                        | –                         |
| 5. Januar 2018 – 25. Januar 2018 3 Wochen | 3                                        | Booba                                    | Trône                                    | –                         |
| 26. Januar 2018 – 1. Februar 2018 1 Woche | 1                                        | Dadju                                    | Gentleman 2.0                            | –                         |
| 2. Februar 2018 – 8. Februar 2018 1 Woche | 1                                        | Sofiane                                  | Affranchis                               | –                         |
| 9. Februar 2018 – 1. März 2018 3 Wochen | 3                                        | Vald                                     | XEU                                      | –                         |
| 2. März 2018 – 8. März 2018 1 Woche | 1                                        | Lorenzo                                  | Rien à branler                           | –                         |
| 9. März 2018 – 15. März 2018 1 Woche | 1                                        | Eddy de Pretto                           | Cure                                     | –                         |
| 16. März 2018 – 29. März 2018 2 Wochen | 2                                        | Les Enfoirés                             | 2018: Musique!                           | –                         |
| 30. März 2018 – 31. Mai 2018 9 Wochen (insgesamt 11) | 11                                       | Maître Gims                              | Ceinture noire                           | –                         |
| 1. Juni 2018 – 7. Juni 2018 1 Woche | 1                                        | Moha La Squale                           | Bendero                                  | –                         |
| 8. Juni 2018 – 21. Juni 2018 2 Wochen (insgesamt 11) | 11                                       | Maître Gims                              | Ceinture noire                           | –                         |
| 22. Juni 2018 – 5. Juli 2018 2 Wochen (insgesamt 5) | 5                                        | Damso                                    | Lithopédion                              | –                         |
| 6. Juli 2018 – 2. August 2018 4 Wochen | 4                                        | Jul                                      | Inspi d’ailleurs                         | –                         |
| 3. August 2018 – 23. August 2018 3 Wochen (insgesamt 5) | 5                                        | Damso                                    | Lithopédion                              | –                         |
| 24. August 2018 – 30. August 2018 1 Woche | 1                                        | Kids United Nouvelle Génération          | Au bout de nos rêves                     | –                         |
| 31. August 2018 – 6. September 2018 1 Woche | 1                                        | Jain                                     | Souldier                                 | –                         |
| 7. September 2018 – 27. September 2018 3 Wochen | 3                                        | Kendji Girac                             | Amigo                                    | –                         |
| 28. September 2018 – 4. Oktober 2018 1 Woche | 1                                        | RK                                       | Insolent                                 | –                         |
| 5. Oktober 2018 – 11. Oktober 2018 1 Woche | 1                                        | Mylène Farmer                            | Désobéissance                            | –                         |
| 12. Oktober 2018 – 25. Oktober 2018 2 Wochen | 2                                        | Trois Cafés Gourmands                    | Un air de rien                           | –                         |
| 26. Oktober 2018 – 17. Januar 2019 12 Wochen | 12                                       | Johnny Hallyday                          | Mon pays c’est l’amour                   | –                         |